# Bañado de Medina (Uruguay)
Bañado de Medina es una localidad uruguaya del departamento de Cerro Largo.

## Ubicación
La localidad se encuentra situada, en la zona central del departamento de Cerro Largo, entre el río Tacuarí (al sur) y el arroyo Bañado de Medina (al norte), 1 km al oeste de la ruta 7, y próximo al empalme de esta carretera con la ruta 26. Posee estación de ferrocarril sobre ramal Montevideo-Melo, en el km 403. Se encuentra a 18 km de la ciudad de Melo.

## Población
De acuerdo al censo de 2011 la localidad contaba con una población de 207 habitantes.
| 261           | 208 | 168 | 165 | 254 | 207 |
| (Fuente: INE) |     |     |     |     |     |

## Cultura
En noviembre se realiza el Festival de la Integración Cultural